# Gowidon longirostris
Espèce
Synonymes
- Lophognathus longirostris Boulenger, 1883
- Physignathus eraduensis Werner, 1909
- Physignathus longirostris quattuorfasciatus Sternfeld, 1924

Gowidon longirostris est une espèce de sauriens de la famille des Agamidae.

## Répartition
Cette espèce est endémique d'Australie. Elle se rencontre au Queensland, au Territoire du Nord, en Australie-Occidentale et dans le Nord de l'Australie-Méridionale.

## Publication originale
- Boulenger, 1883 : Remarks on the lizards of the genus Lophognathus. Annals and Magazine of Natural History, sér. 5, vol. 12, p. 225-226 (texte intégral).